# Радованович, Горан
Горан Радованович (серб. Горан Радовановић, родился 14 октября 1962 года) — югославский и сербский военачальник, генерал-подполковник ВВС и войск ПВО Сербии, командир Гвардии Сербии в 2005—2011 годах; доктор наук, ректор Белградского университета обороны в 2018—2022 годах.

## Биография
Родился 14 октября 1962 года в Заечаре. Окончил Военную академию ЮНА, факультет артиллерийско-ракетных единиц ПВО в 1984 году. В том же году начал службу в рядах Югославской народной армии в качестве командира взвода ПВО, должность занимал до 1988 года. В 1988—1993 годах — командир батареи ПВО, в 1993—1997 годах — командир дивизиона ПВО, в 1997—2001 годах — начальник артиллерийско-ракетных единиц ПВО в штабе бригады. В 1995 году окончил командно-штабные курсы повышения квалификации, в 2001 году — курсы повышения квалификации при Генеральном штабе.
В 2002—2005 годах — командир 12-й артиллерийско-ракетной бригады ПВО Вооружённых сил Сербии и Черногории. В 2005—2011 годах — командир Гвардии Сербии, в 2011—2012 годах — заместитель начальника Учебного командования, в 2012—2013 годах — заместитель начальника Объединённого оперативного командования, в 2013—2018 годах — директор Инспектората обороны. В 2016 году защитил докторскую диссертацию по военным наукам в Военной академии.
С 2018 по 2022 годы — ректор Университета обороны.
Научный интерес: командование и оператика.

### Личная жизнь
По национальности серб, православный христианин. Владеет английским языком. Увлечения: чтение, бег, плавание, катание на лыжах.

## Награды
- Орден Военных заслуг с серебряными мечами
- Медаль ордена Военных заслуг
- Медаль «50 лет ЮНА»
- Золотая медаль «За усердную службу»[серб.]
- Другие награды

## Унапређења у чинове
| Подпоручик | Поручик | Капитан | Капитан 1-го класса | Майор | Подполковник | Полковник | Бригадный генерал | Генерал-майор | Генерал-подполковник |
| ---------- | ------- | ------- | ------------------- | ----- | ------------ | --------- | ----------------- | ------------- | -------------------- |
|            |         |         |                     |       |              |           |                   |               |                      |
| 1984       | 1985    | 1989    | 1993                | 1996  | 1999         | 2001      | 2009              | 2012          | 2019                 |